# Metropolregion Kansas City
| Metropolregion Kansas City                 | Metropolregion Kansas City                                            |
| ------------------------------------------ | --------------------------------------------------------------------- |
| Geografische Einordnung der Metropolregion |                                                                       |
| Fläche:                                    | 20.348,35 km²                                                         |
| Einwohner:                                 | 2.192.035 (2020)                                                      |
| Bevölkerungsdichte:                        | 108 pro km²                                                           |
| Countys in Missouri:                       | Bates, Caldwell, Cass, Clay, Clinton, Jackson, Lafayette, Platte, Ray |
| Countys in Kansas:                         | Franklin, Johnson, Leavenworth, Linn, Miami, Wyandotte                |
| Satellitenbild von Kansas City             |                                                                       |

Die Metropolregion Kansas City umfasst 15 Countys in den US-amerikanischen Bundesstaaten Missouri und Kansas und hat rund 2 Millionen Einwohner. Das Zentrum der Metropolregion bilden die Großstädte Kansas City in Missouri und ihre Schwesterstadt in Kansas.
Die Region ist nach Greater St. Louis die zweitgrößte Metropolregion in Missouri und die größte in Kansas. 2010 belegte laut CNNMoney.com die in der Region gelegene Stadt Overland Park den 7. Platz in der Liste der lebenswertesten Städte der USA.
Das Gebiet wird vom Office of Management and Budget zu statistischen Zwecken als Kansas City, MO-KS Metropolitan Statistical Area geführt.

## Bevölkerung
Einwohnerzahlen im Zuge der Volkszählungen 2000, 2010 und 2020:
- 2000: 1.836.038[3]
- 2010: 2.035.934[4]
- 2020: 2.192.035[5]

## Countys
Zur Metropolregion Kansas City werden 15 Countys gezählt:
| County                     | Zensus 2000 | Zensus 2010 | Änderung |
| -------------------------- | ----------- | ----------- | -------- |
| Jackson County, MO         | 654.880     | 674.158     | 2,9 %    |
| Johnson County, KS         | 451.086     | 544.779     | 20,8 %   |
| Clay County, MO            | 184.006     | 221.939     | 20,6 %   |
| Wyandotte County, KS       | 157.882     | 157.505     | −0,2 %   |
| Cass County, MO            | 82.092      | 99.478      | 21,2 %   |
| Platte County, MO          | 73.781      | 89.322      | 21,1 %   |
| Leavenworth County, KS     | 68.691      | 76.227      | 11,0 %   |
| Lafayette County, MO       | 32.960      | 33.381      | 1,3 %    |
| Miami County, KS           | 28.351      | 32.787      | 15,6 %   |
| Franklin County, KS        | 24.784      | 25.992      | 4,9 %    |
| Ray County, MO             | 23.354      | 23.494      | 0,6 %    |
| Clinton County, MO         | 18.979      | 20.743      | 9,3 %    |
| Bates County, MO           | 16.653      | 17.049      | 2,4 %    |
| Linn County, KS            | 9.570       | 9.656       | 0,9 %    |
| Caldwell County, MO        | 8.969       | 9.424       | 5,1 %    |
| Metropolregion Kansas City | 1.836.038   | 2.035.934   | 10,9 %   |

## Kommunen

### Kernstadt
- Kansas City (Missouri)

### Städte mit mehr als 100.000 Einwohnern
| - Independence - Kansas City (Kansas) | - Olathe - Overland Park |

### Kommunen mit 10.000 bis 100.000 Einwohnern
| - Blue Springs - Belton - Excelsior Springs | - Gardner - Gladstone - Grandview | - Lansing - Leawood - Leavenworth | - Lee’s Summit - Lenexa - Liberty | - Merriam - Ottawa - Prairie Village | - Raymore - Raytown - Shawnee |

### Kommunen unter 10.000 Einwohner
| - Avondale - Basehor - Birmingham - Bonner Springs - Buckner - Claycomo - Countryside - De Soto - Edgerton - Edwardsville - Fairway | - Garden City - Glenaire - Grain Valley - Greenwood - Harrisonville - Houston Lake - Kearney - Lake Lotawana - Lake Quivira - Lake Tapawingo - Lake Waukomis | - Lake Winnebago - Lawson - Levasy - Lexington - Linwood - Lone Jack - Louisburg - Mission - Mission Hills - Mission Woods - Missouri City | - Napoleon - North Kansas City - Northmoor - Oak Grove - Oaks - Oakview - Oakwood Park - Odessa - Orrick - Paola | - Parkville - Peculiar - Platte City - Platte Woods - Pleasant Valley - Pleasant Hill - Randolph - Richmond - River Bend - Riverside - Roeland Park | - Sibley - Smithville - Spring Hill - Sugar Creek - Tonganoxie - Unity Village - Weatherby Lake - Wellington - Westwood - Westwood Hills |